# Pat Mastelotto
Pat Mastelotto, właśc. Lee Patrick Mastelotto (ur. 10 września 1955 w Chico, Kalifornia) – amerykański muzyk i instrumentalista, wirtuoz instrumentów perkusyjnych. Znany z występów w grupach King Crimson oraz Mr. Mister.
W latach 1994–1997 tworzył znany duet perkusyjny wraz z Billem Brufordem w sześcioosobowej inkarnacji King Crimson. Po odejściu Bruforda z zespołu w roku 2001 Mastelotto został jedynym perkusistą grupy. Podczas ostatniej jak dotąd trasy koncertowej grupy King Crimson, która miała miejsce w USA w roku 2008 wraz z nim perkusyjny duet tworzył Gavin Harrison perkusista grupy Porcupine Tree.
Mastelotto od lat eksperymentuje z wykorzystaniem perkusji elektronicznej. Od roku 2003 z powodzeniem wykorzystuje połączenie instrumentów akustycznych i elektronicznych. Dołączenie do grupy King Crimson przyniosło mu rozgłos, dzięki któremu stał się jednym z najpopularnijeszych perkusistów w kręgu rocka progresywnego.
Mastelotto współpracował ponadto m.in. z takimi grupami i muzykami jak: KTU, TU, Naked Truth, Scandal, Stick Men, HoBoLeMa, Al Jarreau, The Pointer Sisters, California Guitar Trio, Terry Bozzio, Patti LaBelle, Kenny Loggins, Hall & Oates, the Rembrandts, No-Man, Tony Levin, The Flower Kings, czy David Sylvian.

## Dyskografia
| - Danny Wilde – The Boyfriend (1986, Island Records) - Karen Blake – Just One Heart (1986, Cafe Records) - Eddie Money – Can't Hold Back (1986, Columbia Records) - Patti LaBelle – Winner In You (1986, MCA Records) - Dirk Hamilton – Too Tired To Sleep (1990, Appaloosa) - Jude Cole – A View From 3rd Street (1990, Reprise Records) - The Rembrandts – The Rembrandts (1990, ATCO Records) - Trey Gunn – One Thousand Years (1993, Discipline Global Mobile) - Ted Hawkins – The Next Hundred Years (1994, Geffen Records) - Tina Arena – Don't Ask (1994, Columbia Records) - King Crimson – THRAK (1995, Discipline Global Mobile) |  | - Storyville – Dog Years (1998, Atlantic Records) - ProjeKct Three – Masque (1999, Discipline Global Mobile) - ProjeKct X – Heaven And Earth (2000, Discipline Global Mobile) - King Crimson – The ConstruKction of Light (2001, Discipline Global Mobile) - King Crimson – The Power to Believe (2003, Sanctuary Records) - Trey Gunn – Untune The Sky (2003, Inside Out Music) - Willie Oteri – Spiral Out (2003, DIW) - Terry Bozzio, Pat Mastelotto – Bozzio / Mastelotto (2000, 2000 FruitGum Corp.) - Ktu – 8 Armed Monkey (2005, Thirsty Ear) - Steven Wilson – Grace for Drowning (2011, Kscope) - Pat Mastelotto, Tobias Ralph – ToPaRaMa (2014, 7d Media) |

## Filmografia
- "Soundbreaker" (jako on sam, 2012, film dokumentalny, reżyseria: Kimmo Koskela)[29]
- "Breaking 513" (jako on sam, 2013, film dokumentalny, reżyseria: Jack Casadone)[30]